# Кризис из-за черноморских проливов (1946)
Кризис из-за черноморских проливов — международный политический кризис, возникший в 1946 году из-за требований СССР, предъявленных Турции в отношении контроля над черноморскими проливами.

## Ход событий

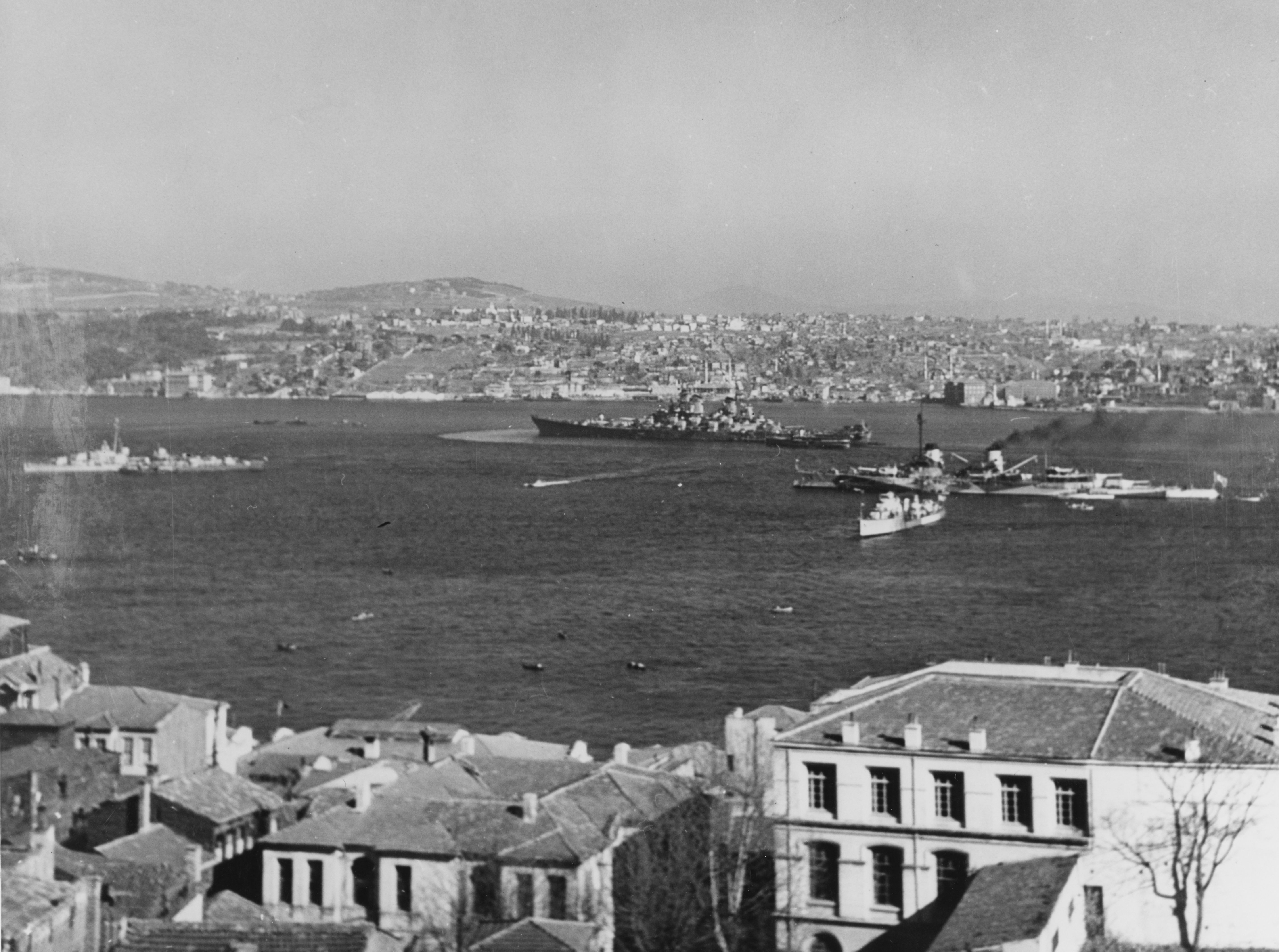
Американский линкор «Миссури» в проливе Босфор

Осенью 1944 года МИД СССР подготовил справку «К вопросу о Проливах», в которой говорилось, что для пересмотра конвенции Монтрё 1936 года потребуется согласие многих стран, особенно Великобритании. Попытка И. Сталина обсудить советские предложения об этом на переговорах с У. Черчиллем в октябре 1944 года была безрезультатной. Но на Ялтинской конференции в феврале 1945 года было достигнуто соглашение, что три министра иностранных дел стран-союзников на своём ближайшем совещании в Лондоне обсудят предложения советского правительства по поводу конвенции Монтрё и сделают доклад своим правительствам.
В мае 1945 года народный комиссар иностранных дел СССР В. Молотов потребовал от посла Турции в СССР С. Сарпера совместного контроля над черноморскими проливами и размещения в зоне проливов советских военных баз.
В итоговом документе Потсдамской конференции в августе 1945 года было указано: «Три Правительства признали, что Конвенция о Проливах, заключённая в Монтрё, должна быть пересмотрена, как не отвечающая условиям настоящего времени. Согласились, что в качестве следующего шага данный вопрос будет темой непосредственных переговоров между каждым из трёх Правительств и Турецким Правительством».
В ответ на давление СССР США решили поддержать Турцию. В апреле 1946 года состоялся визит американского линкора «Миссури» в Стамбул, последовал ряд заявлений турецких властей о том, что любым требованиям СССР Турция даст достойный отпор, и что США готовы защитить Турцию от любой угрозы.
7 августа 1946 года Турции была направлена советская нота «О Конвенции Монтрё по Черноморским проливам», в которой указывалось: «События, имевшие место во время минувшей войны, ясно показали, что режим Черноморских проливов… не отвечает интересам безопасности черноморских держав и не обеспечивает условий, при которых предотвращалось бы использование этих Проливов во враждебных черноморским державам целях». В ноте говорилось о случаях прохода через проливы вспомогательных военных судов нацистской Германии и фашистской Италии.
19 августа 1946 года правительство США передало свой ответ на советскую ноту Турции заместителю советского посла в США Ф. Орехову. В нём говорилось: «Наше правительство внимательно изучило предложения советского правительства, заключённые в ноте турецкому правительству. Пятое предложение советского правительства предусматривает совместную советско-турецкую защиту Проливов. Правительство США считает, что Турция должна единолично отвечать за защиту Проливов. Если Проливы станут объектом нападения или угрозы нападения и это, в свою очередь, поставит под угрозу международную безопасность, то Совет Безопасности ООН предпримет должные меры и ответные шаги». 21 августа правительство Великобритании также заявило, что считает Турцию правомочной самостоятельно нести защиту Проливов. 22 августа правительство Турции заявило, что конвенция Монтрё должна оставаться в силе самое меньшее до 1956 года.
24 сентября 1946 года турецкому правительству была направлена очередная советская нота о Проливах. 18 октября турецкое правительство дало ответ, аналогичный прежнему.
В начале 1947 года Советский Союз побудил Сирию обратиться в Совет Безопасности ООН по поводу Xатая (Александретты), которая в 1939 году была присоединена к Турции.
В мае 1947 года в США был принят закон о помощи Греции, где шла гражданская война, в которой СССР поддерживал антиправительственные силы, и Турции. Военная помощь США Турции обрела официальный характер.
Лишь в мае 1953 года Турции было сообщено заявление советского правительства, в котором говорилось: «Что же касается вопроса о Проливах, то советское правительство пересмотрело своё прежнее мнение по этому вопросу и считает возможным обеспечение безопасности СССР со стороны Проливов на условиях, одинаково приемлемых как для СССР, так и для Турции».